# Amoníaco en la agricultura

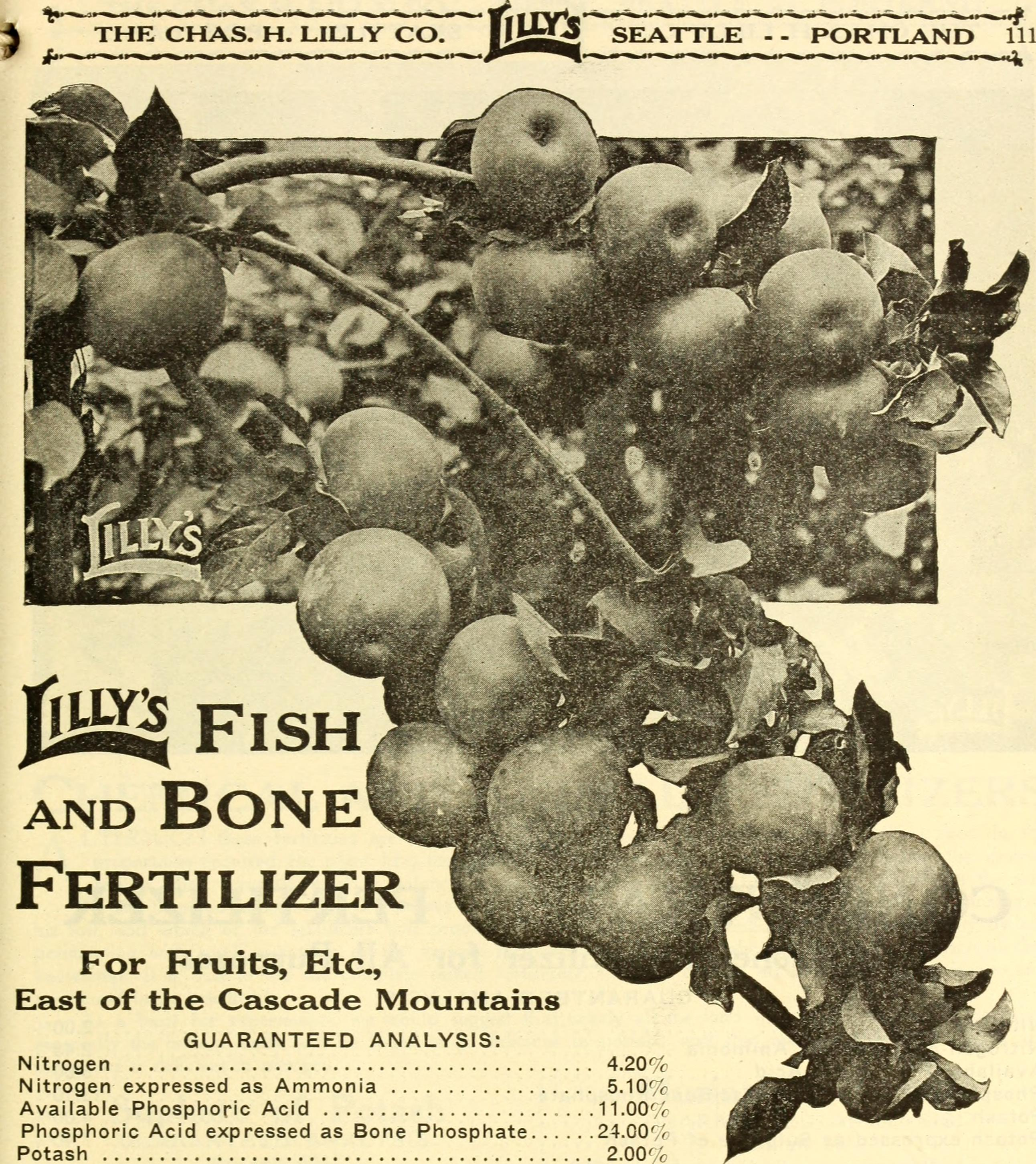
Publicidad estadounidense anunciando la venta de fertilizante compuesto en parte por amoniaco, 1915. En la publicación se señala que "Un exceso de nitrógeno causará un crecimiento demasiado grande de la madera y otros efectos como muchas flores [...] Esta fórmula está hecha con el objeto de cultivadores de frutas""

El amoniaco anhidro es el amoníaco puro, sin agua, presentado en estado líquido a temperatura ambiente. Se le añade el término anhidro para distinguirlo de otros productos a los que se les denomina impropiamente amoniaco ya que a las soluciones amoniacales, soluciones de amoniaco en agua, se les llama, comúnmente, amoniaco en vez de agua amoniacal o hidróxido amónico. Al sulfato amónico, sal amoniacal sólida y cristalina, se le llama, también, en medios agrícolas amoniaco, posiblemente porque fue el primer abono amoniacal que se empleó masivamente.
El amoníaco ha sido utilizado en la agricultura desde principios del siglo XX. En 2004, el 83% del amoníaco producido industrialmente en el mundo se usaba como base para fertilizantes agrícolas, lo que supone un consumo de más del 1% del total de la energía que produce la humanidad.

## Historia

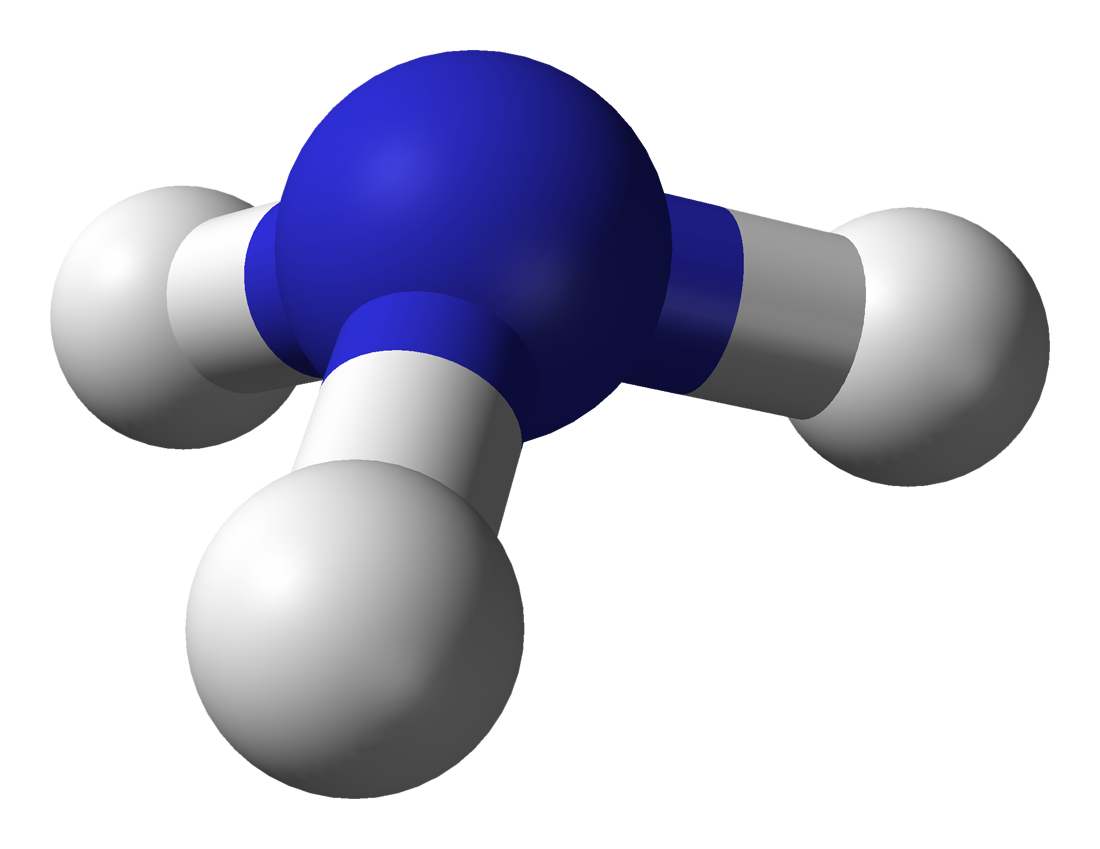
Molécula de amoniaco

La primera referencia del uso de amoniaco como fertilizante proviene de 1853 en Inglaterra. El francés Mazé, en 1896, hizo la primera experiencia para demostrar la posibilidad de las plantas de valerse del nitrógeno amoniacal para su nutrición. Pero no tuvo aplicación práctica porque la utilización de un gas licuado bajo presión, era, en aquel momento, imposible. En 1939 las investigaciones fueron reanudadas en los Estados Unidos por Leavitt quien desarrolló una patente para el uso de amoniaco en tierras arables.
Con esta experiencia en el delta del Misisipi comienza el abonado del suelo con gran cantidad de nitrógeno. Al fin de la Segunda Guerra Mundial, la necesidad de buscar nuevos mercados para el amoniaco al haber disminuido la demanda para usos bélicos, hizo que las industrias se dirigieran hacia el campo, comenzando el crecimiento de la aplicación directa del amoniaco anhidro como abono nitrogenado. El Dr. W.B.Andrews y su equipo en la Universidad del Estado de Misisipi montaron las bases para el crecimiento del uso agrícola del amoniaco. Hubo que solucionar los problemas de los depósitos del gas, idear las herramientas necesarias para su inyección en el suelo agrícola y vencer las dificultades de su manejo.
Se llegó así en poco tiempo al uso agrícola en gran escala del amoniaco anhidro, con tan buenos resultados que en pocos años llegó a ser de uso ordinario en Estados Unidos. Conteniendo el 82 % de nitrógeno en forma totalmente amoniacal, el amoniaco anhidro (sin agua), llamado muchas veces amoniaco agrícola o amoniaco líquido es el abono más concentrado y el único que se aplica en forma de gas.

## Abonado con amoniaco anhidro

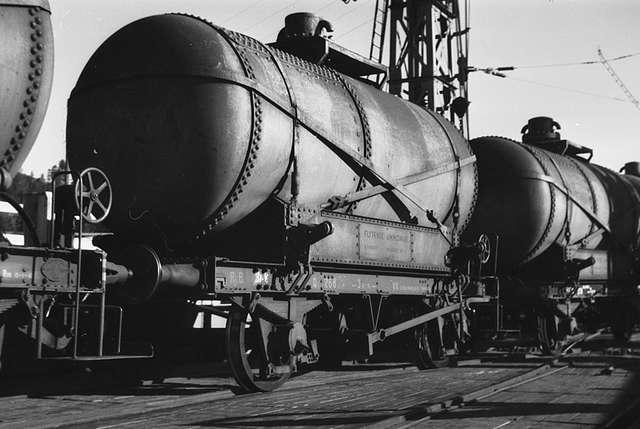
Cisternas de amoníaco en Rjukanbanen, Noruega.

En líneas generales el amoniaco anhidro llega a los centros de distribución mediante cisternas ferroviarias o de camión. Estos centros representan los puntos de partida del amoniaco para su utilización agrícola.
Desde estos centros se suministra a los depósitos nodriza fijos o móviles situados en las fincas y desde estos se reposta a las abonadoras que llamamos aplicadores. Estos aplicadores inyectan el amoniaco agrícola en el suelo donde gasifica totalmente difundiéndose de una a otra parte de la zona de inyección.
Se componen fundamentalmente de las partes siguientes:
- Un tanque de acero, para contener el amoniaco.

- Un dispositivo que regula la cantidad de amoniaco que sale del depósito.

- Un divisor de flujo que distribuye equitativamente el amoniaco entre los inyectores.

- Una serie de inyectores que depositan el amoniaco dentro del terreno.

También se han montado aplicadores de amoniaco en los arados de forma que se simultánea la operación con una operación de laboreo del terreno con el consiguiente beneficio económico.
El depósito lleva como accesorios: un conjunto de tuberías para efectuar las operaciones de carga y descarga, una válvula de seguridad que entra en funcionamiento en el caso de que la presión del amoniaco en el interior del tanque supere por cualquier motivo la presión de trabajo, un indicador de nivel que permite apreciar en todo momento la cantidad de amoniaco que hay en el depósito y también otro indicador de nivel, llamado punto alto que señala el límite de llenado que no debe superarse.
Normalmente el amoniaco agrícola se inyecta en el suelo a una profundidad variable (10/25 cm), según la naturaleza y estructura del terreno en el momento de la aplicación.
La aplicación será mucho mejor en suelos bien labrados que cerrarán mejor y contendrán espacios de aire suficientes para que el amoniaco se difunda y se una a la arcilla y a la materia orgánica.
La distancia entre los dientes inyectores depende de: la cantidad de amoniaco, del cultivo y de la época de la aplicación del abono. En el caso de la inyección efectuada en presiembra para un cereal de primavera-verano, (por ejemplo el maíz) puede oscilar alrededor de los 50 cm.
En el caso de cultivos del tipo de remolacha, patata y maíz, se puede también recurrir a la inyección del amoniaco durante el curso de la vegetación de la planta, haciendo pasar un diente inyector entre cada línea y naturalmente habrá que adaptar el espacio entre los dientes inyectores a la de las líneas de siembra.

### Cuando abonar con amoniaco anhidro

Aplicación de fertilizante de amoníaco anhidro en el momento de la siembra. Condado de Cedar, Iowa (2011)

Si la temperatura del suelo está entre 4 °C y 10 °C o menos, el nitrógeno permanece en forma de ion amonio (NH4+). Así pegado a la arcilla y a la materia orgánica no puede ser arrastrado para abajo por el agua ni evaporado por arriba. Cuando las temperaturas del suelo pasan de las indicadas ciertos grupos de bacterias convierten el N amoniacal en nitritos (NO2-) y después en nitratos (NO3-) que es la forma más usada por las plantas para alimentarse, aunque algunas plantas pueden usar una cantidad considerable de nitrógeno en forma amoniacal.
El amoniaco anhidro permite abonar con una única aplicación de nitrógeno para todo el ciclo de vida de la planta. Esta única aplicación permite una mejor nutrición del cultivo ya que la nitrificación al igual que el desarrollo de la planta van ligadas a la temperatura con lo que la planta tiene la dosis de nitrógeno nítrico que necesita en cada momento y el nitrógeno no se pierde por las lluvias o el riego.
Hay tres épocas diferenciadas de aplicar el amoniaco: en presiembra en otoño, en presiembra en primavera y en postsiembra inyectando entre líneas de cultivo. También se está aplicando en un solo pase al sembrar, sobre todo en la siembra directa.
- Aplicación otoñal. La aplicación otoñal debe practicarse en las zonas en que las temperaturas medias del suelo en invierno sean inferiores a 10 °C. A esta temperatura la nitrificación es muy baja y es nula a 0 °C. Puede aplicarse en otoño no sólo para las siembras otoñales sino incluso para las siembras de primavera. Por las bajas temperaturas es muy corriente en el norte del Oeste americano y en el Medio Oeste por las pocas lluvias. Puede hacerse una aplicación otoñal en suelos con muchos residuos de cosechas porque una gran parte de lo que nitrifique será aprovechado por los microorganismos del suelo para destruir estos residuos. Así se reducirán las pérdidas por lixiviación pero la eficiencia de este nitrógeno en el año siguiente puede ser menor, ya que dependerá del momento en que se restituya al suelo. La aplicación otoñal puede tener la ventaja de hacerla en un momento de menos trabajo y en los que la tierra suele estar en buena sazón. Ha dado los mejores resultados en los años secos.

- Aplicación en primavera. La aplicación en primavera es la más empleada a pesar de ser el momento de más trabajo, por los buenos resultados conseguidos y también porque la dosificación ya se puede hacer sabiendo con seguridad el cultivo que se va a implantar.

- Aplicación del amoniaco anhidro y siembra en un solo pase. Hay varios tipos de sembradoras de siembra directa con aplicación de amoniaco anhidro simultáneamente. En ningún caso la distancia entre el punto de inyección y la semilla es mayor de 5 cm.

### Aplicación entre las líneas de cultivo
La aplicación entre líneas es una buena forma de aplicar el amoniaco porque:
1. Según el estado del cultivo se puede calcular la cantidad a aplicar.
2. Pueden haberse controlado las malas hierbas y así no se las abona.
3. Hay un período largo de aplicación (en maíz, desde el momento de la siembra hasta que tiene 60 70 cm de altura).
4. Se evita el problema del poco tiempo entre el laboreo y las siembras tempranas.

En estas aplicaciones entre líneas se ha encontrado muchas veces una mayor rapidez de asimilación del nitrógeno comparándola con la del nitrato granulado. Puede ser que la mayor rapidez de la planta en valerse del nitrógeno amoniacal respecto al nítrico, en contra de todo lo que se ha dicho, sea debido a que el amoniaco, inyectado en profundidad, sea mejor utilizado por la planta que los nitratos granulados distribuidos en superficie. Dicho de otro modo una forma de nitrógeno tenida como de acción más lenta, como la amoniacal, puede ser más rápida que un nitrato distribuido en cobertera en razón de su mayor difusión al nivel de las raíces. A este respecto se puede añadir que el amoniaco representa el medio para obtener un buen reparto del nitrógeno en el terreno, garantizando también, del mejor modo, la nutrición de la planta aun cuando la humedad del terreno comience a faltar.

### Fijación y transformación en el suelo

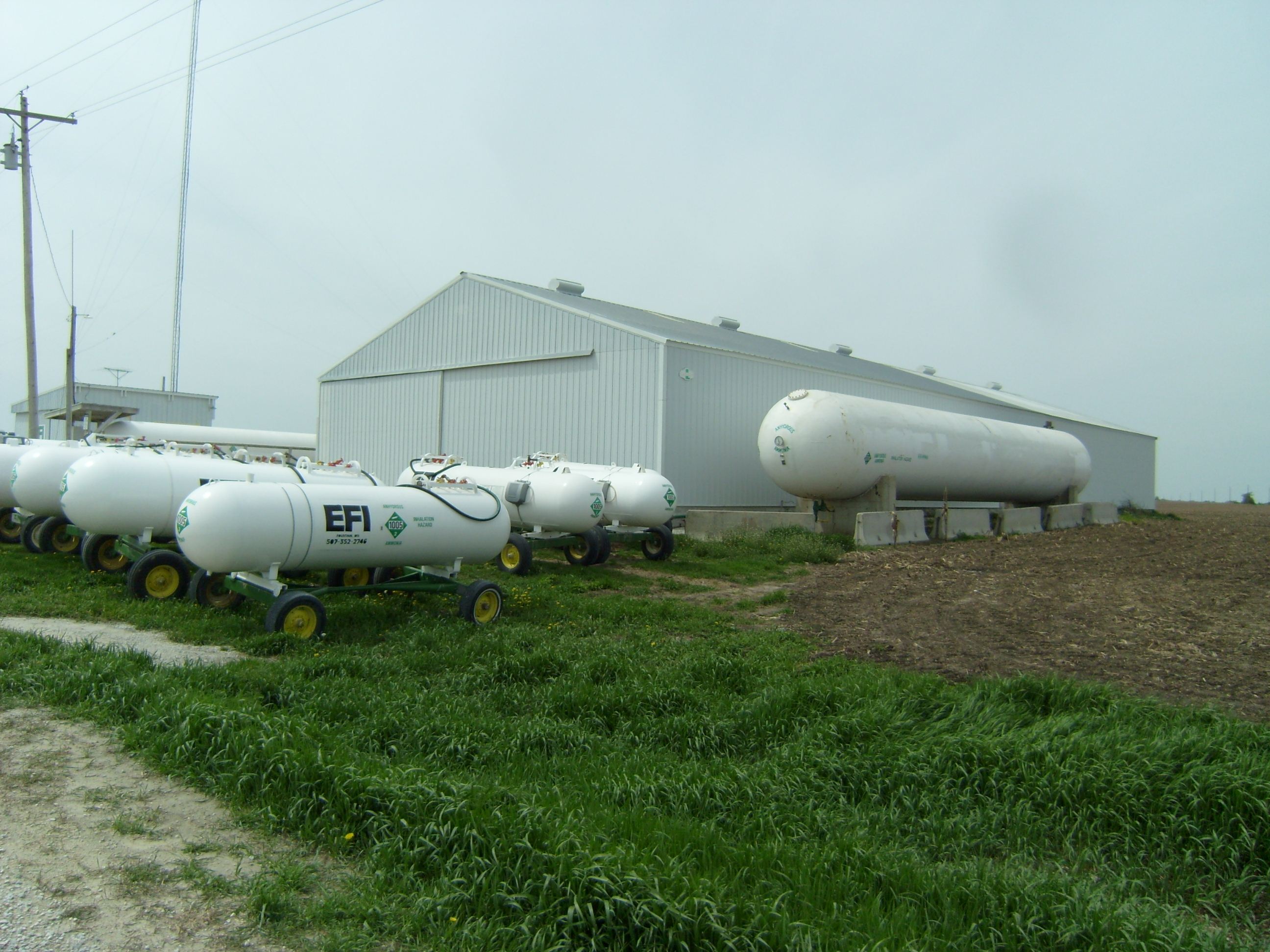
Estación de almacenamiento de amoníaco anhidro para fertilizantes en los Estados Unidos, que incluye un tanque de almacenamiento fijo y varios "niñeras", remolques agrícolas equipados con tanques para entregar gas licuado en granjas.

Al salir del diente inyector el amoniaco se expande gasificándose y varios procesos químicos comienzan tan pronto se inyecta el amoniaco en el suelo. Uno de ellos es la conversión del amoniaco gas en ion amonio (NH4+) cuando el amoniaco se pone en contacto con el agua, partículas de arcilla y componentes orgánicos del suelo. En el proceso de conversión de NH3 en NH4+, la molécula del amoniaco acepta un ion hidrógeno (H+) de una fuente del suelo y se transforma en ion amonio.
La formación de ion amonio convierte el gas amoniaco que es tóxico para la materia viva en una forma que puede ser usada por los microorganismos y las plantas superiores. Las moléculas de amoniaco o el ion amonio formado por el amoniaco con agua, arcilla o materia orgánica son atraídas por las partículas minerales de suelo inmediatamente después de la inyección del amoniaco. El amoníaco puede ser absorbido en suelos por los minerales o por los coloides del suelo por varias reacciones sumamente importantes, desde el punto de vista del uso de los fertilizantes, por dos razones:
1. La absorción previene las pérdidas de amoniaco hacia la atmósfera y lo conserva en el suelo para el uso por los microbios y las plantas
2. Alguno de estos mecanismos de absorción convierten directamente el amoniaco anhidro en forma de amonio

Los mecanismos de absorción del amoniaco desde reacciones químicas fijan el amoniaco muy fuertemente. La unión producida en la absorción química es de naturaleza eléctrica ya que las superficies de las partículas de arcilla están cubiertas con cargas negativas. El ion se sujeta a esta superficie,por su carga positiva. El amoniaco o más correctamente los iones amonio (NH4+), sujetos, se consideran como comprendidos en la provisión de nitrógeno disponible en el suelo.
En terrenos con pH ácido el ion amonio se fija sobre todo en los materiales arcillosos. Lo mismo ocurre en terrenos alcalinos aunque en este caso la fijación sobre la materia orgánica asume una notable importancia. En los terrenos ricos en cal el fertilizante se fija mediante una relación de cambio con los iones Ca que en el momento de la inyección se encuentra sobre el complejo absorbente.
Una vez inyectado y sobre todo cuando el amoniaco queda fijado no hay ningún riesgo de pérdida ni por la lluvia ni por la pura y simple evaporación. En el caso de los abonos que se dejan sobre el suelo las pérdidas por evaporación del nitrógeno amoniacal son siempre mayores en cualquier otro que en el amoniaco anhidro porque el enterramiento de este es instantáneo.
El proceso metabólico en la planta para formar aminoácidos y proteínas necesita que el nitrógeno se trasforme a forma amónica o amina (NH2-) para poderlo utilizar. El nitrato se reduce así: el nitrato (NO3-) pasa a nitrito (NO2-) que pasa amonio (NH4-)y de ahí a amina (NH2-). Por este motivo, antes de transformarse en nitrato, las plantas superiores han tomado ya parte como ion amonio. Algunas plantas, y sobre todo las plantas jóvenes prefieren el nitrógeno amoniacal en vez del nítrico, debido, en parte, al hecho de que las plantas más jóvenes no poseen el sistema enzimático necesario para convertir el nitrógeno nítrico en amoniacal.
Los procesos de oxidación incluyen la conversión del ion amonio en nitrógeno nítrico lo que se llama nitrificación. La nitrificación comienza en la periferia de la zona de retención del amoniaco y va hacia el centro. En el proceso de nitrificación intervienen dos grupos de microorganismos del suelo: las nitrosomonas y las nitrobacterias.
Normalmente la oxidación de nitrito a nitrato por las nitrobacterias es inmediata a la del amoniaco a nitrito por las nitrosomonas; por esto raramente persiste alguna cantidad de nitritos en el suelo. La nitrificación es máxima cuando la humedad del suelo está entre un medio y dos tercios de la humedad máxima. Las temperaturas óptimas para la nitrificación están comprendidas entre 18 °C a 32 °C. La actividad de los microorganismos decrece rápidamente con temperaturas mayores de 32 °C o menores de 16 °C y cesa completamente a 0 °C. Cuando las temperaturas del suelo son bajas, como en el fin del otoño o durante el invierno la nitrificación es muy pequeña. También es muy baja la nitrificación cuando se entierran muchos de residuos de cosechas, debido a la gran demanda de nitrógeno por parte de las bacterias para descomponerlos.
Una vez transformado de amoniaco a nitrato el nitrógeno no se une eléctricamente a la arcilla. En forma nítrica puede moverse en el suelo por capilaridad o por los movimientos descendentes o ascendentes del agua de riego.
El nitrógeno nitroso o el nítrico pueden perderse en la atmósfera cuando los microbios, para tomar el oxígeno que necesitan, reducen nitritos y nitratos a gases como óxido nitroso o nitrógeno elemental por haber poco oxígeno. Esta es la causa más corriente de la falta de nitrógeno en los suelos encharcados.
El tiempo de transformación de nitrógeno amoniacal en nítrico en el terreno oscila entre las ocho y las doce semanas a una temperatura de 15 °C. Por esto abonando con amoniaco anhidro en presiembra en primavera la planta tiene disponible durante 50 a 80 días preferentemente nitrógeno amoniacal. También en el suelo hay nitrógeno nítrico procedente de la transformación. Pasado este periodo en el terreno está presente esencialmente el nitrógeno nítrico procedente de la transformación amoniacal. La planta acaba así su ciclo siempre en condiciones óptimas de nutrición.

### Acción del amoniaco sobre la estructura del terreno
Debido a la interacción del amoníaco con ciertas fracciones de la materia orgánica el amoniaco anhidro influye notablemente sobre la estabilización general de los agregados del suelo. Es evidente también el buen efecto de este abono sobre la descomposición de los residuos vegetales en la tierra, en relación con la posibilidad de constituir enlaces químicos entre el amoniaco y ciertas porciones de la materia orgánica no totalmente evolucionada.
A largo plazo se manifiesta también una acción favorable sobre la evolución de la relación C/N que contribuye a mejorar sensiblemente la estructura de los terrenos, favoreciendo la formación de humus estable a partir de los residuos vegetales, pobres en nitrógeno, enterrados (paja de gramíneas, restos de cosechas etc.

## Tratamiento de subproductos agrícolas

### Antecedentes
La paja de cereales, los cañotes de maíz, otros subproductos agrarios y la mayoría de los forrajes secos están constituidos por restos de paredes celulares que contienen celulosa, lignina, hemicelulosas y pectina, compuestos todos difíciles de degradar y, por tanto, de aprovechar. Al tratarlos con un agente cáustico, se rompen las uniones hemicelulosa-lignina solubilizando la hemicelulosa. También se rompe la estructura de la celulosa al cortar los enlaces hidrogenados. Se hincha la fibra dando a la celulasa (la enzima responsable de la digestión de la celulosa) mejor acceso a las fibras que se hacen más asimilables. Cualquier subproducto agrícola de bajo valor nutritivo es un buen candidato para la amonización. Se dice que es de poco valor nutritivo cuando contiene alrededor del 6 % de proteína y 1 Mcal/kg de energía neta lechera.
Uno de los primeros métodos ideados fue el tratamiento con sosa cáustica, que se usó en Alemania durante las dos guerras mundiales. Su aplicación no es fácil ni segura por lo que apenas se ha usado en las granjas.
En Noruega, se investigó sobre el uso del amoniaco para sustituir al tratamiento con sosa. Es el llamado método noruego o de Sundstøl. Los resultados son obtenidos por medio de una técnica muy sencilla. La amonización es un método de tratamiento de subproductos agrícolas que aumenta considerablemente el valor nutritivo y el consumo de los subproductos, que los rumiantes pueden aprovechar. El tratamiento consiste en inyectar amoníaco dentro de una pila cubierta con una lámina de plástico o en un túnel de tratamiento.
La paja de cereales es el subproducto más importante de que disponemos pero, a pesar de que por su composición química tiene una alto potencial energético, tiene poco valor nutritivo por lo poco apetecible que es para el ganado y por su baja digestibilidad. La amonización transforma la paja que toma color de caramelo y se hace más suave. Una vez tratada, la paja puede darse al ganado sin cuidado ya que estará seca y sin ninguna sustancia extraña.

### Métodos de tratamiento.
Se pueden utilizar hornos en los que se trata de forma automatizada la cantidad necesaria para uno o varios días. Sin embargo, por su elevado coste, la adquisición del horno necesita una buena planificación y tener garantizado el suministro continuo de amoniaco y paja u otro subproducto barato.
Lo más sencillo es amonizar las pilas de pacas. No hay que mover la paja y no se necesita ninguna inversión. Pueden tratarse pacas de cualquier tipo y tamaño en pilas de cualquier tipo y tamaño. Envueltas en plástico las rotopacas se tratan como una pila. 

#### Tratamiento en pilas
Puede tratarse en cualquier época del año, pero previendo que, salvo en verano, se van a pasar dos meses desde la aplicación hasta que la paja se pueda dar al ganado. En el caso de tratamiento de otros subproductos, con mucha humedad, la amonización debe hacerse inmediatamente de recogidos para evitar el calentamiento o el enmohecimiento.
La duración del tratamiento depende de la temperatura exterior. Será de más de ocho semanas con temperaturas inferiores a menos de 5 °C, hasta menos de una semana con temperaturas de más de 30 °C. El tratamiento es más eficaz cuando la paja está ligeramente húmeda. Es aconsejable empacarla por la mañana o en días con humedad en el ambiente. Debería de contener un mínimo de 10 % de humedad y el nivel óptimo está entre el 15 al 18 %. No conviene mojar las pacas al hacer la pila porque el amoniaco se reparte con menos uniformidad. Cualquier lugar al aire libre es bueno, lo más llano posible y con buen drenaje. Es preferible planificar la pila previamente porque cuanto mayor es la pila y mayor la densidad de las pacas, se necesita menos plástico por Tm de paja y es más económico el tratamiento.
Se inyecta del 3 al 3.5 % de amoniaco por kg de materia seca. El amoniaco es una materia peligrosa y su manejo y el de los aparatos necesarios debe hacerlo un profesional. El suministrador del amoniaco deberá encargarse de hacer la aplicación. Después de hecha la aplicación no hay ningún riesgo en manejar la paja.
El amoníaco (NH3) se transporta en forma líquida y así se inyecta en la pila. Al perder la presión gasifica. El frío producido al evaporarse congela en el exterior de la pila el final de la manguera y la lanza de inyección. Sin embargo dentro de la pila el proceso se invierte. El gas amoniaco al combinarse con la humedad de la paja produciendo hidróxido amónico (NH4OH) desprende una gran cantidad de calor. El agua contenida en la paja se evapora y combinado con el amoniaco circula dentro de las pacas condensándose en la parte superior al contacto con la lámina de plástico, enfriada por el ambiente. Esta agua escurre por las paredes de los plásticos dentro de la pila hasta formar un charco de agua amoniacal en el fondo. Esta agua amoniacal sigue desprendiendo amoniaco que vuelve a combinarse con la humedad y repite el ciclo. La paja tratada se hace más suave al tacto y toma un color caramelo que la hace distinguirse perfectamente de una paja sin tratar. Al abrir la pila el gas amoniaco sobrante se escapa a la atmósfera. 
Hay que abrir la pila y dejarla airear por lo menos 24 horas antes de ofrecerla a los animales. El gas amoniaco no fijado escapa y no produce molestias ni a personas ni a animales.
La paja de piso de la pila puede estar empapada en agua amoniacal, que se forma al reaccionar el amoniaco con la humedad de la paja. Hay que dejarla secar totalmente antes de dársela al ganado, para que escape a la atmósfera el amoniaco que pudiera contener en exceso. Analizar la paja antes y después del tratamiento, haciendo constar en la muestra paja tratada con amoniaco y pidiendo como mínimo los datos Materia Seca y Materia Nitrogenada Total. Es un buen dato para hacer la ración.

#### Raciones
Para obtener toda la eficacia de cualquier alimento es preciso equilibrar las dietas, esto incluye la paja tratada.
La cantidad de nitrógeno presente en la paja tratada, después de aireada para eliminar el amoniaco no fijado, está en equilibrio con su valor nutritivo. Para utilizar eficientemente el nitrógeno no proteico (urea, biuret, amoniaco, etc.) se debe aportar una cantidad de proteína verdadera que ayude a algunas familias de bacterias y protozoos a establecer un buen equilibrio en el rumen. Una norma muy segura, es dar en forma de proteína verdadera, como mínimo, un tercio del contenido proteico total de la dieta. Es preferible que esta proteína verdadera sea de baja degradabilidad para que permaneciendo más tiempo en el rumen su utilidad sea lo más duradera posible. Es mejor suministrarla a la vez o después que la paja tratada y no antes. Es muy importante distribuirla a lo largo del día para que el N se libere cuando existen radicales energéticos (ácidos acético, propiónico y butírico) en la panza. Mejor aún es si se mezcla con otros componentes que lo equilibren, de forma que el ganado no lo pueda separar en el comedero. Un comedero de fondo plano (el simple suelo es el mejor si se evita el pisoteo) consigue que no se puedan separar fácilmente los componentes más densos.
Es muy importante aportar minerales que evitarán problemas de carencias. Son muy importantes el fósforo y el azufre. La paja apenas contiene fósforo que es indispensable para degradar la celulosa y forma parte de algunos tejidos bacterianos. El azufre es muy necesario también para que las bacterias ejerzan su función.

## Ventajas y críticas de la amonización
Aunque la amonización y nitrogenización del suelo ha acarreado un alto desempeño en la producción agrícola, conllevando a un mayor volumen de hortalizas y frutas producidas, desde inicios del siglo XXI se ha cuestionado la cantidad y el tipo de obtención del nitrógeno.

## Lectura complementaria
- García, Fernando (s.f.). EL CICLO DEL NITROGENO EN ECOSISTEMAS AGRICOLAS. Archivado desde el original el 9 de febrero de 2019. Consultado el 6 de febrero de 2019.